# Annick Saudoyer
Pour les articles homonymes, voir Saudoyer.
 (août 2014).
Si vous disposez d'ouvrages ou d'articles de référence ou si vous connaissez des sites web de qualité traitant du thème abordé ici, merci de compléter l'article en donnant les références utiles à sa vérifiabilité et en les liant à la section « Notes et références ».
Annick Saudoyer, née le 16 octobre 1962 à Tournai est une femme politique belge wallonne, membre du PS.

## Biographie
Annick Saudoyer a obtenu une licence en éducation physique de l'Université libre de Bruxelles en 1985.
Elle a été enseignante et députée de l'Athénée Royal de Mouscron. 
Elle est par ailleurs membre du collectif Les Ebaillies[réf. nécessaire].
Elle est actuellement préfète de l'Athénée Royal Robert Campin à Tournai[réf. nécessaire].

## Fonctions politiques
Elle est élue au parlement wallon le 21 mars 2001, mandat qui s'achève le 5 juin 2003. Elle est à côté de ces fonctions conseillère communale, membre du PS dans la ville de Mouscron. Elle a dirigé la Société des logements monscronnois et s'est intéressée dans le cadre de ces mandats aux thématiques liées aux sports. Elle est à nouveau élue le 7 juin 2009 au Parlement wallon.
Entre juin 2003 et juin 2007, elle a été députée fédérale de la Chambre des Représentants.
En juin 2010, à la suite de la démission de Jean-Pierre Perdieu, elle devient première échevine mouscronnoise et échevine de l’Instruction publique, en prenant ses fonctions le 16 août 2010. Elle quitte alors la vice-présidence de l'Intercommunale IEG, au profit de la députée fédérale Christiane Vienne, et la présidence de l'USC, qui revient à Guillaume Farvacque. Son mandat s'est achevé le 23 décembre 2012.